# K. Omanakutty
K. Omanakutty Amma, es una cantante, profesora de música y voz Carnatic india, conocida por sus investigaciones y publicaciones en el campo de la música. Su investigación sobre la música Kathakali, condujo a su doctorado a este campo. Actualmente se desempeña como profesora y jefa del Departamento de Música de la Universidad de Kerala. Ella también preside en "Sangeetha Bharathi", una organización privada sobre la promoción de jóvenes talentos en la música. 
Su hermano mayor, M.G. Radhakrishnan, es un director de música en la industria del cine malayalam y su hermano menor, M. G. Sreekumar es un cantante de playback. Ella también tiene algunos discípulos conocidos como B. Arundhati, un cantante de playback del cine KS Chithra y Reshmi, entre otros.

## Premios
- Subbulakshmi Award 2013[3]